# Heike Thode-Scheel
Heike Thode-Scheel (* 1959 in Quarnbek, Schleswig-Holstein) ist eine deutsche Grafikdesignerin, Zeitungsredakteurin, Autorin und Übersetzerin von Büchern aus dem Hochdeutschen in das Plattdeutsche.

## Leben
Aufgewachsen ist Thode-Scheel auf einem, direkt am Nord-Ostsee-Kanal gelegenen, Bauernhof im Quarnbeker Ortsteil Rajensdorf, wo man „platt“ miteinander sprach. Nach der Schulzeit und einem darauf folgenden Grafikdesign-Studium an der Muthesius Kunsthochschule in Kiel absolvierte sie ein Volontariat bei den Kieler Nachrichten. Dort ist sie seit 1985 verantwortliche Redakteurin für den plattdeutschen Teil der Zeitung. Nach anfänglicher Veröffentlichung von plattdeutschen Geschichten, Gedichten und Erzählungen baute sie die Rubrik immer weiter aus, reicherte sie mit Nachrichten und politischen Themen an und machte sie zu einer modernen Seite.
2006 erreichte Heike Thode-Scheel im plattdeutschen Schreibwettbewerb „Vertell doch mal“ des Norddeutschen Rundfunks den 2. Platz.
Thode-Scheel ist Vertreterin der Regional- oder Minderheitensprachen im Medienrat der Medienanstalt Hamburg/Schleswig-Holstein und Mitglied im Beirat des Offenen Kanals Kiel.
Seit 2011 gibt sie beim Quickborn-Verlag in Hamburg Anthologien heraus und übersetzt Werke von Dora Heldt vom Hochdeutschen ins Plattdeutsche.
Heike Thode-Scheel ist verheiratet, hat drei Kinder und lebt in ihrem Geburtshaus in Rajensdorf.

## Werke
- Plattdeutsch för Feste un Fiern, Hrsg. Heike Thode-Scheel, Quickborn-Verlag, Hamburg 2011, ISBN 978-3-87651-354-6
- Dat lütte Vördragsbook, Hrsg. Heike Thode-Scheel, Quickborn-Verlag, Hamburg 2011, ISBN 978-3-87651-354-6
- Wiehnachten tohuus, Hrsg. Heike Thode-Scheel, Quickborn-Verlag, Hamburg 2012, ISBN 978-3-87651-376-8
- Plattdeutsch dörch de Johrstieden, Hrsg. Heike Thode-Scheel, Autoren: Hermann Bärthel, Magreta Brandt, Bolko Bullerdiek, Hermann Claudius, Johann Hinrich Fehrs, Brigitte Fokuhl, Christa Heise-Batt, Hilda Kühl und Matthias Stührwoldt, Quickborn-Verlag, Hamburg 2012  ISBN 978-3-87651-371-3
- Wiehnachten as jümmers ... von Dora Heldt, Plattdeutsch von Heike Thode-Scheel und Peer-Marten Scheller, Quickborn-Verlag, Hamburg 2013, ISBN 978-3-87651-381-2
- Plattdüütsch Lederbook, Hrsg. Heike Thode-Scheel, Quickborn-Verlag, Hamburg 2013, ISBN 978-3-87651-383-6
- Wat för en Sommer von Dora Heldt, Plattdeutsch von Heike Thode-Scheel, Quickborn-Verlag, Hamburg 2014, ISBN 978-3-87651-384-3
- Steerns an´n Heven. Wiehnachten in uns Tiet; Hrsg.: Gesche Scheller, Autoren: Ines Barber, Ilka Brüggemann, Yared Dibaba, Marianne Ehlers, Sandra Keck, Matthias Stührwoldt, Heike Thode-Scheel, Petra Wede und Detlef Wutschik, Quickborn-Verlag, Hamburg 2016, ISBN 978-3-87651-435-2